# Триперстка мала
Триперстка мала (Turnix velox) — вид сивкоподібних птахів родини триперсткових (Turnicidae).

## Поширення
Ендемік Австралії. Трапляється в посушливи та напівпосушливих районах на більшій частині материка. Відсутній у Тасманії.